# 실다비아 왕국

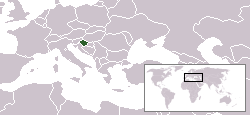
실다비아 왕국이 위치한 지도

실다비아 왕국(Kingdom of Syldavia)은 땡땡의 모험의 등장하는, 동유럽에 위치한 가상의 국가.
명칭 자체는 트란실바니아와 몰다비아의 음절을 분해하여 재구성한 것이다. 실다비아의 국기는 알바니아 국기에서 영감 받은 것이며, 붉은색은 황색으로, 쌍두 독수리는 검은 펠리칸으로 바뀌었다. 여기에서 황색과 검은색은 플랑드르 깃발과 합스부르크 깃발의 색상을 떠올리게 한다. 국장에 등장하는 붉은 바탕의 은색 달은 오스만 제국의 깃발을 떠올리게 한다.
검은 펠리칸의 왕국이라 불리는 실다비아에는 64만 2000명의 주민이 살고 있다. 국토는 두 개의 거대한 계곡으로 양분되어 있다. 가장 큰 도시는 수도인 클로우이다. 이웃인 보르두리아는 실다비아를 합병하려는 음모를 꾸미고 있다.

## 같이 보기
- 보르두리아